# Sint-Pieterskerk (Steenbeke)
De Sint-Pieterskerk (Frans: Église Saint-Pierre) is de parochiekerk van de gemeente Steenbeke in het Franse Noorderdepartement.

## Geschiedenis

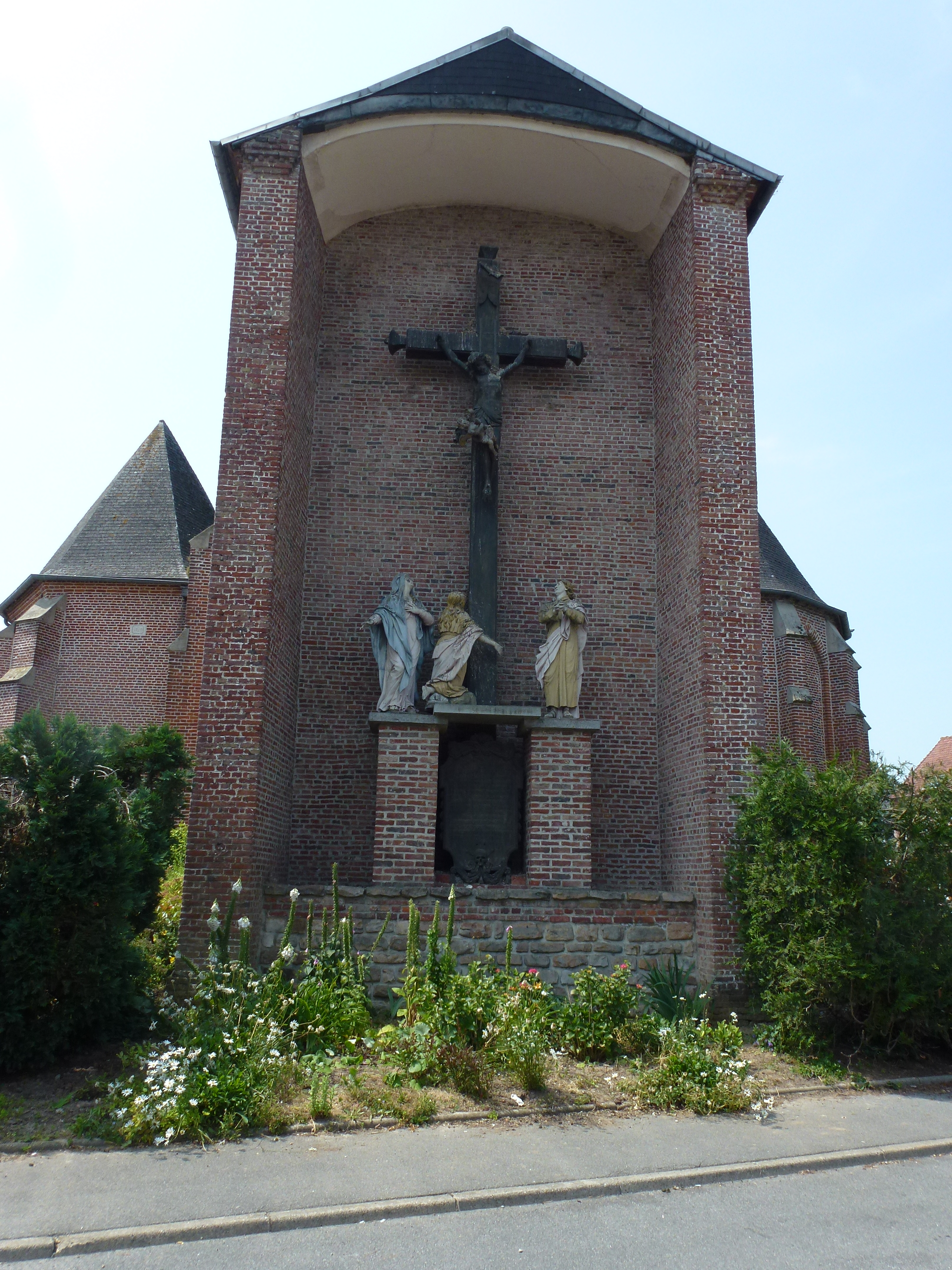
De calvarieberg

Oorspronkelijk zou hier een romaanse kerk hebben gestaan. De huidige kerk werd gebouwd in 1532 in opdracht van Jan van Rijsel (Jean de Lille), heer van Steenbeke. Het is een driebeukige hallenkerk met pseudotransept en een vieringtoren welke steunt op pilaren van de 13e of 12e eeuw.
De kerk werd tijdens de Beeldenstorm in 1566 in brand gestoken, waarbij de muren overeind bleven maar het interieur geheel verwoest werd. De kerk werd daarna hersteld.
Achter de kerk bevindt zich op het voormalige kerkhof een calvarieberg (calvaire) uit 1821.

## Interieur
Van belang zijn de altaarstukken van de beide zijaltaren. Deze werden in 1635 vervaardigd en in 1859 gerestaureerd. Het altaar in de noordbeuk is gewijd aan Sint-Rochus en het altaarstuk stelt de Aanbidding der herders voor. Er zijn diverse heiligenbeelden. Het andere altaarstuk geeft de voorouders van Christus weer: Maria en haar ouders Anna en Joachim. Ook de donateurs, vermoedelijk koning Filips II van Spanje en zijn gezin, zijn afgebeeld.
Het hoofdaltaar is aan Sint-Pieter (Petrus) gewijd. In 1989 werd het gerestaureerd en waar nodig opnieuw verguld.
Het koorgestoelte is in renaissancestijl en erboven zijn medaillons uit de tijd van Lodewijk XV. De preekstoel is van 1736 en afkomstig van de Sint-Pieterskerk in Aire-sur-la-Lys. Een gebeeldhouwde graflegging is van eind 17e eeuw. Ook het orgel is 17e-eeuws, het werd gerestaureerd in 1858.